# George Ford
George Thomas Ford (Oldham, 16 marzo 1993) è un rugbista internazionale per l'Inghilterra, mediano d'apertura del Sale Sharks.

## Biografia
George Ford, figlio di Mike, storico tredicista per varie squadre britanniche tra cui Bradford, crebbe proprio nel league in tale ultimo club, ma nel 2009 passò all'union nelle file del Leicester Tigers, formazione con la quale esordì in Premiership nella cui prima squadra esordì a novembre di quell'anno, a 16 anni e 237 giorni, all'epoca (e a tutto il 2014) il più giovane debuttante a livello professionistico; in precedenza aveva militato nell'Inghilterra U-18 a quindici anni e nell'U-20 a diciassette.
Nel 2011, grazie alle sue buone prestazioni nel campionato mondiale giovanile, in cui l'Inghilterra di categoria raggiunse la finale, Ford fu premiato dall'IRB come miglior giovane giocatore dell'anno; a fine anno fu prestato per 6 mesi al Leeds Carnegie, squadra di seconda divisione, per poi fare ritorno a Leicester a fine stagione.
Il C.T. della Nazionale inglese maggiore Stuart Lancaster avrebbe voluto convocare Ford già in occasione del tour di metà anno del 2012 in Sudafrica, ma decise, di comune accordo con lo staff tecnico di Leicester, di lasciarlo al club per non interrompere la sua preparazione pre-stagionale e permettergli una completa maturazione.
Nel 2013 Ford si aggiudicò il titolo di campione d'Inghilterra con Leicester, ma contemporaneamente lasciò il club, essendosi impegnato, essendo in scadenza di contratto, con il Bath a partire dalla stagione 2013-14.
Durante il Sei Nazioni 2014 avvenne il debutto internazionale, a Twickenham contro il Galles; i primi punti giunsero a novembre successivo contro la Nuova Zelanda, nello stesso stadio; il 22 novembre giunse infine, alla quinta presenza, la prima partenza da titolare dopo quattro subentri, contro Samoa, prestazione arricchita da 13 punti personali (2 trasformazioni e 3 calci piazzati).

## Palmarès
- Premiership: 1
Leicester: 2012-13
- Coppe Anglo-Gallesi: 1
Leicester: 2011-12